# Besciva
Besciva là một chi bướm đêm thuộc họ Gelechiidae.